# Gabi (fotbalista)
Gabriel Fernández Arenas (* 10. července 1983, Madrid), známý jako Gabi, je bývalý španělský fotbalista. Nejvýznamnější období své kariéry strávil v Atléticu Madrid.

## Hráčská kariéra

### Klubová kariéra
Gabi hrál defenzivního záložníka za Atlético Madrid, Getafe CF, Real Zaragoza a Al-Sadd. S Atléticem vyhrál 1× španělskou ligu a 2× Evropskou ligu. 2× se s tímto celkem také dostal do finále Ligy mistrů.

### Reprezentační kariéra
Se španělskou reprezentací do 20 let byl ve finále MS. Za seniorskou reprezentaci nikdy nehrál.

## Úspěchy

### Klub
Atlético Madrid
- La Liga: 2013–14
- Copa del Rey: 2012–13
- Supercopa de España: 2014
- Evropská liga UEFA: 2011–12, 2017–18
- Superpohár UEFA: 2012
- Finalista Liga mistrů UEFA: 2013–14, 2015–16

### Reprezentace
Španělsko U20
- 2. místo na Mistrovství světa do 20 let: 2003

### Individuální
- Sestava sezóny Ligy mistrů UEFA – 2013/14,[1] 2015/16[2]
- Sestava sezóny Evropské ligy UEFA – 2017/18[3]